# أو إس إكس يوسيميتي
أو إس إكس 10.10 "يوسيميتي" هو الإصدار الرئيسي العاشر من أو إس إكس من نظام أبل لحواسيب ماكنتوش، تم الإعلان عنه في 2 يونيو 2014 ليكون وريث ماك أو إس 10.9 "ماڤريكس". تم إصداره بتاريخ 16 أكتوبر 2014.